# Эстонская апостольская православная церковь
Эсто́нская апо́стольская правосла́вная це́рковь (ЭАПЦ; эст. Eesti Apostlik-Õigeusu Kirik, EAÕK) — автономная православная церковь в юрисдикции Константинопольского патриархата.
С 1996 года сосуществует параллельно с самоуправляемой Эстонской православной церковью Московского патриархата. Последняя оспаривает каноническую законность действий Константинопольского патриархата на территории Эстонии.
Предстоятель ЭАПЦ — митрополит Таллинский и всей Эстонии Стефан (Хараламбидис) (с 13 марта 1999 года).

## История
Возникла на основании Томоса Константинопольского патриарха Мелетия IV от 7 июля 1923 года, принявшего Эстонскую православную церковь в свою юрисдикцию на правах автономии как Эстонскую православную митрополию — в ответ на обращение Собора Эстонской церкви от 23 сентября 1922 года о предоставлении автокефалии. Епископу Александру (Паулусу), возглавлявшему приходы в Эстонии, был пожалован титул митрополита Таллинского и всей Эстонии. В сентябре 1924 года была разделена на две епархии — Таллинскую и Нарвскую. В 1933 году епископ Нарвский Иоанн (Булин) был отстранён от управления епархией и отбыл в Белград. В том же году во епископа Печерского, викария Эстонской епархии, был хиротонисан Николай (Лейсман); в 1937 году был хиротонисан новый епископ Нарвский — Павел (Дмитровский). В 1935 году Церковь приняла нынешнее наименование Эстонской апостольской православной церкви (ЭАПЦ). К 1940 году, времени присоединения Эстонии к СССР к ЭАПЦ относилось 210 000 верующих, 80 процентов которых были эстонцами, 3 епископа, 156 приходов, 131 священник, 2 монастыря и одна духовная семинария. Православные составляли 17,5 % христиан страны.
После присоединения Эстонии к СССР были закрыты теологический факультет Тартуского университета (на основе Декрета об отделении церкви от государства и школы от церкви) и духовная семинария в Печорах. 23 сентября 1940 года Синод Эстонской церкви обратился к Московскому патриархату с просьбой принять под свой омофор, но с сохранением автономии. Инициатива возвращения в Русскую православную церковь исходила от главы ЭАПЦ, митрополита Александра (Паулуса). В ответном письме ему было сказано, что это возможно только через покаяние в переходе в Константинопольский патриархат в 1923 году, а оснований для сохранения автономии после утраты Эстонией независимости нет. Синод ЭАПЦ подтвердил желание восстановить подчинение РПЦ, что и состоялось 30 марта 1941 года: митрополит Александр был принят в каноническое общение с Московской патриархией, а православные приходы Эстонии (Таллинская и Нарвская епархии) вошли в экзархат Латвии и Эстонии, который возглавил митрополит Виленский и Литовский Сергий (Воскресенский).
В июле 1941 года, вследствие оккупации Эстонии в ходе войны между Германией и СССР, последовало включение её в Рейхскомиссариат Остланд Германской империи. Митрополит Александр сразу же объявил о выходе из подчинения Московскому патриархату по «каноническим и религиозным соображениям» и о восстановлении ЭАПЦ, получив 19 сентября 1941 года регистрацию германских властей как предстоятель ЭАПЦ. К концу года православие в Эстонии окончательно размежевалось — русские приходы подчинялись Павлу (Дмитровскому), сохранившему общение с РПЦ, а этнически эстонские — митрополиту Александру. Такое положение сохранялось недолго: в сентябре 1944 года Эстония была освобождена от оккупации немецких войск. Митрополит Александр и 23 священника эмигрировали.
5 марта 1945 года в Таллин прибыл архиепископ Псковский Григорий (Чуков), и уже 6 марта был совершён акт присоединения находившихся в составе ЭАПЦ приходов к Московскому патриархату — в Никольском храме Таллина по чину воссоединения обновленцев. Правящим архиереем Эстонским и Таллинским был назначен архиепископ Павел (Дмитровский).
Синод ЭАПЦ обосновался в Стокгольме, оставаясь в подчинении Константинопольского патриархата. Структуре сохраняли верность около 10 тысяч православных эстонцев, находящихся в разных странах. Для этой структуры в 1956 году был хиротонисан епископ Георгий (Вяльбе), являвшийся викарием Фиатирской архиепископии. После смерти епископа Георгия в 1961 году структура прекратила существование как административная единица; её приходы были переподчинены местным епископам Константинопольского патриархата. 13 апреля 1978 года по требованию Русской православной церкви Константинопольский патриархат объявил Томос 1923 года, учреждавший автономную Эстонскую церковь, недействительным.
После восстановления Эстонией государственной независимости появилось стремление восстановить и автономную церковь. Главой Таллинской епархии в это время был Корнилий (Якобс). 11 августа 1993 года эстонский Департамент по делам религий зарегистрировал Синод Эстонской апостольской православной церкви в изгнании как единственного законного правопреемника межвоенной Эстонской апостольской православной церкви, хотя «Синод» не имел в стране юридических представителей. В 1994 году 54 (из 83) православных прихода попросили принять их в юрисдикцию Константинопольского патриархата. 22 февраля 1996 года Священный синод Константинопольского патриархата возобновил действие Томоса 1923 года и учредил параллельно Эстонской православной церкви Московского патриархата автономную Церковь под своей юрисдикцией. В Коммюнике Верховного Секретариата и Священного синода Вселенского патриархата от 22 февраля 1996 года подчёркивалось, что «Вселенский патриархат принял это решение по настоятельной просьбе Эстонского правительства и подавляющего большинства эстонских приходов, которые просили принять их под защиту Вселенского патриархата». Архиепископ Карельский и Финляндский Иоанн (Ринне) был назначен местоблюстителем предстоятеля ЭАПЦ. Священный синод Русской православной церкви под председательством патриарха Московского Алексия II, родившегося в межвоенной независимой Эстонии (Первая Эстонская Республика) и ставшего епископом в советской Эстонии (Эстонская Советская Социалистическая Республика (ЭССР)), в феврале 1996 года приостановил евхаристическое общение с Константинопольским патриархатом. После нескольких раундов переговоров в 1996 году стороны пошли на компромисс, признав возможность временного сосуществования на территории Эстонии двух церковных юрисдикций; приходам была предоставлена свобода выбрать, к какой из юрисдикций принадлежать. Прерванное Московским патриархатом общение с Константинопольским патриархатом было возобновлено решением Синода РПЦ в заседании 16 мая 1996 года.
21 октября 2008 года Священный синод Константинопольского патриархата принял решение о рукоположении двух новых епископов для ЭАПЦ в целях создания ею своего собственного Синода. На кафедры Тарту и Пярну-Сааремаа единогласно были избраны иеромонах Илия (Ояперв) и священник Александр Хопёрский.
26 мая 2011 года решением Собора ЭАПЦ большинством голосов (из 88 делегатов 73 проголосовало «за», 1 — «против» и 14 — «воздержалось») принято решение с 2012 года перейти в богослужебной жизни на новоюлианский календарь. Решение отказаться от юлианского календаря мотивировано как «желание освободиться от наследия Русской православной церкви».
9 июня 2012 года в местечке Реомяэ в 12 км от Курессааре был открыт женский скит Иоанна Предтечи.

## Современное состояние и отношения с Московским патриархатом
На 2013 год Эстонская апостольская православная церковь объединяла около 7 тысяч верующих, большая их часть — этнические эстонцы. ЭАПЦ насчитывала 60 приходов, в которых служило 30 священников и 9 диаконов. Для сравнения: Эстонская православная церковь Московского патриархата, имеет 31 приход, на которых несут служение 45 священников и 13 диаконов, объединяет от 100 до 200 тысяч верующих.
Церковь разделена на три епархии: Таллинскую, Пярнускую и Тартускую. Имеется монастырский скит Иоанна Предтечи на острове Сааремаа.
«Московский патриархат не признаёт церковной структуры Константинопольского патриархата в Эстонии в каноническом достоинстве автономной православной церкви». При этом действенность совершённых в ЭАПЦ таинств не оспаривается.
Разногласия по вопросу о положении Православной церкви в Эстонии привели «к вынужденному отказу делегации Русской православной церкви от участия в заседании Смешанной международной комиссии по богословскому диалогу между Римско-католической и Православной церковью, прошедшем в Равенне (Италия) 8 октября 2007 года».

## Архиереи

### Предстоятели церкви
Митрополит Таллинский и всея Эстонии
- Александр (Паулус) (7 июля 1923 — 18 октября 1953), с 1944 года проживал в эмиграции
  - в/у архиепископ Фиатирский Афинагор (Кавадас) (1954 — 15 октября 1962) (в Лондоне)
  - в/у архиепископ Фиатирский Афинагор (Коккинакис) (10 декабря 1963 — 1974) (в Лондоне)
  - в/у митрополит Шведский и Скандинавский Павел (Меневисоглу) (12 мая 1974 — 13 апреля 1978) (в Стокгольме)
  - в/у архиепископ Карельский и Финляндский Иоанн (Ринне) (20 февраля 1996 — 13 марта 1999) (в Куопио)
- Стефан (Хараламбидис) (с 13 марта 1999)

### Епархиальные архиереи
Нарвская и Изборская епархия
1. архиепископ Евсевий (Гроздов) (1 декабря 1925 — 12 августа 1929)
2. епископ Печерский Иоанн (Булин) в/у (август 1929 — 16 июня 1932)
3. епископ Иоанн (Булин) (16 июня 1932 — 30 декабря 1932)
4. епископ Павел (Дмитровский) (3 октября 1937 — январь 1941)

Печерская (с 1943 — Печерская и Тартуская) епархия
1. епископ Иоанн (Булин) (25 апреля 1926 — 16 июня 1932)
2. архиепископ (до 20 июля 1935 — епископ) Николай (Лейсман) (2 апреля 1933 — июль 1940)
3. епископ Петр (Пяхкель) (7 августа 1943 — 20 августа 1948), с 1945 в заключении

Тартуская епархия
1. епископ Илия (Ояперв) (10 января 2009 — 17 декабря 2024)
2. митрополит Стефан (Хараламбидис) в/у (с 17 декабря 2024 года)

Пярну-Сааремская епархия
1. епископ Александр (Хопёрский) (с 12 января 2009)

### Викарные архиереи
викарии Предстоятеля ЭАПЦ
- епископ Ревенский Георгий (Вяльбе) (14 октября 1956 — 10 августа 1961) (в Стокгольме)
- епископ Виленский Матфей (Семашко) (1961 — 13 апреля 1978) (в Лондоне)
- епископ Авидский Симеон (Кружков) (16 мая 1998 — 21 сентября 1998)
- епископ Христупольский Макарий (Гриниезакис) (16 мая 2015 — 9 мая 2019)
- епископ Хаапсалуский Дамаскин (Олкинуора) (с 12 января 2025)